# 林德祿
林德祿（英語：David Lam Tak Luk，1954年5月5日—），香港電影導演、演員、編劇和監製，擅長拍攝警匪電影和性工作者電影。他是藝進同學會首任會長兼創立人之一。

## 背景

### 早年生活
林德祿於澳門出生，在十兄弟姊妹中排行第七，早年在鏡湖醫院附近生活，11歲時正式移居香港島筲箕灣。他曾就讀澳門浸信中學小學部，三年班起在香港的私立小學就學。因為童年時父親做生意而不在自己身邊，與母親亦不太親近。因此他過著較孤獨的生活。於澳門生活時期在白鴿巢公園流連。林德祿14歲時在明華大廈香港青年協會學習過國術，後來參與青年中心話劇團，在團長謝月美的鼓勵下在1971年入讀電視廣播有限公司第1期無綫電視藝員訓練班。當時他在洋行當電器售貨員，不過由於無法兼顧訓練班的練習而辭職。及後用早上的時間到圖書館看書，晚上讀訓練班。
他於訓練班時期與仍為香港邵氏公司與香港電視廣播有限公司合辦的第一期演員訓練班的學員傅聲比武。畢業半個月後獲無綫電視簽將為藝人。但林德祿就讀訓練班的初衷是學習幕後演藝事宜，而非於幕前演出。結果獲鍾景輝安排到幕後工作。自此便轉往電視台幕後工作。

### 幕後生涯
林德祿轉到幕後的第一份工作負責當電視劇《智慧的燈》的助理編導。他跟隨王天林之前，曾參與1972年劉芳剛單元劇《歧途》的幕後張羅部分。當林德祿升為戲劇組導演後，其執導的首部電視劇為《巫山盟》。該劇的劇本則由王天林主動提出撰寫而得來。其時鍾景輝本來安排林德祿導演遊戲節目《精打細算》，林卻堅持加入戲劇組。最後在半年之後獲准升為戲劇組導演。未升職時的他在香港電台以藝名林世民與楊詩蒂合作主持節目《香江之晨》至成為導演後放棄此份兼職。林德祿任職無綫電視階段曾經兼任藝員訓練班的副主任，第三期的學員都由他主考。1977年，周梁淑怡代表佳藝電視邀請他、徐克以及林嶺東加盟，自己可以執導長篇電視連續劇如《名流情史》。
不久於1978年因佳藝電視台倒閉而被時任製作人、前香港電台廣播處處長張敏儀招攬轉投香港電台電視部，加入香港電台半年前為譚家明《名劍》及許鞍華《獅子山下》寫稿以應付剛失業的情況。一年後輾轉在香港廉政公署需要人手作宣傳的情況下於1980年加入廉政公署社區關係處，先後執導《廉政先鋒》（1981年，劇名由前香港演藝學院院長盧景文所改）和《廉政先鋒II》（1985年）。另外，他的主要工作尚包括拍攝教育市民廉潔自律，且透過舉報中心以及廉政公署分區辦事處接受反貪舉報與諮詢的宣傳片、廣告、紀錄片等。而在香港電台任職期間，林德祿於1979年擔任《山村樂》的編導。其他的作品計有1980年《獅子山下》〈疑犯〉、〈逃〉與《烙印》三劇。他同期還演出更多作品，包括《瘋劫》、《雞鴨戀》等。
林德祿為了不想以例行公事的心態去拍攝廉政公署作品，加上曾志偉邀請他到電影界發展，因而於1985年年底離開廉政公署。1986年開始伙拍黃炳耀執導《再見媽咪》、《女子監獄》、《應召女郎1988》等電影，大部份是寫實題材。與此同時，林德祿亦短暫為香港電台拍攝短劇─1987年《獅子山下》〈老大哥〉。1985年曾到美國修讀美術、演講以及搭佈景的短期課程。而《再見媽咪》在1986年上映時雖正值暑假，但票房並不理想，儘管之後一年間交出了7個劇本都沒有片商找他拍電影，而橙天嘉禾亦不與他簽約。《應召女郎1988》一戲則是曾志偉在林德祿停止出產新電影一年之後才找他開拍的作品。當年，即1987年7月1日，林獲亞洲電視高層委任為助理策劃總監，主管奧林匹克運動會的播映節目製作部門，但亞視後被英國樞密院判處上訴失敗，並和無線及體運傳訊達成聯播協議。其後，他花了一年時間（1988年至1989年）去處理藝進同學會事宜，協助籌備話劇「花心大丈夫」。1990年，林德祿成立「德祿電影公司」，自資拍攝以男妓（男性性工作者）為題材的《香港舞男》，票房收入不俗。其後還拍攝《四大探長》、《廉政第一擊》、《特警急先鋒》、《非常警察》等警匪電影片。這幾齣電影之所以在他離開廉政公署數年後才催生是因為他與該機構簽了協議，承諾不能夠在離開機構數年內拍攝有關題材的電影。由於林德祿曾任職廉政公署，受到肅貪廉潔精神的影響下決定在1990年代再拍攝肅貪倡廉的電影。

### 離開影壇與復出
在1990年代尾，林德祿為了應對電影業低潮而到轉為經營上海菜餐廳。於2010年代復出執導電影前在2000年至2012年間從事金融證券業，處理股票方面的投資。當年他認為自己可以在其他方向發展，便在1990年代中至末到香港中文大學修讀了金融及市場學兩個課程以為踏入金融界作準備。2014年，他獲杜琪峯和年少時喜歡的對象鼓勵，又覺得自己辜負了王天林等恩師的培育而開始得黃百鳴幫忙，復出拍攝由古天樂、林家棟演出的《Z風暴》電影作品。直至林德祿完成手頭上的電影合約時，即拍攝風暴電影系列完畢，他會轉為培育電影幕後新人。而他現時仍然兼顧金融界的事業。

## 個人生活
林德祿於1976年結婚，妻子是水務署水利組的公務員。二人婚後育有一子，最後離婚。

## 作品

### 電視劇演出
- 1972年：《星河》 飾 小高（無綫電視）

### 電視劇編導
- 1974年：《芸娘》（無綫電視）
- 1974年：《香港風情畫》（無綫電視）
- 1974年：《乘風破浪》（無綫電視，兼任編劇）
- 1975年：《巫山盟》（無綫電視）
- 1975年：《紅樓夢》（無綫電視）
- 1976年：《大江南北》（無綫電視）
- 1976年：《無花果》（無綫電視）[19]
- 1977年：《大報復》（無綫電視）
- 1978年：《名流情史》（佳藝電視）
- 1979年：《山村樂》（香港電台）
- 1980年：《獅子山下》〈疑犯〉與〈逃〉（香港電台）
- 1980年：《烙印》（香港電台）
- 1987年：《獅子山下》〈老大哥〉（香港電台）

### 監製
- 我未成年（1989）
- 香港舞男（1990）
- 雞鴨戀（1991）
- 舞男情未了（1992）
- 四大探長（1992）
- 現代應召女郎（1992）
- 廉政第一擊（1993）
- 兩廂情願（1993）
- 新男歡女愛（1994）
- 頭號人物（2001）

### 故事
- 我未成年（1989）
- 救命宣言（1990）
- Z風暴（2014）

### 導演
- 廉政先鋒（1981）
- 廉政先鋒II（1985）
- 再見媽咪（1986）
- 女子監獄（1988）
- 應召女郎1988（1988）
- 我未成年（1989）
- 香港舞男（1990）
- 救命宣言（1990）
- 現代應召女郎（1992）
- 四大探長（1992）
- 皆大歡喜（1993）
- 廉政第一擊（1993）
- 昨夜長風（1994）
- 新男歡女愛（1994）
- 特警急先鋒（1995）
- 非常警察（1998）
- 少女黨（1999）
- Z風暴（2014）
- S風暴（2016）
- L風暴（2018）
- P風暴（2019）
- G風暴（2021）
- 掃黑行動（2022）

### 演員
- 瘋劫（1979）
- 夜車（1980）
- 偷情先生（1989）
- 我未成年（1989）
- 勇闖天下（1990）
- 藍色霹靂火（1991）
- 雞鴨戀（1991）
- 雙龍會（1992）
- 暴雨驕陽（1994）
- 頭號人物（2001）

### 編劇
- 新男歡女愛（1994）
- 少女黨（1999）

### 執行監製
- 追女重案組（1989）

## 外部連結
- 林德祿在互联网电影资料库（IMDb）上的資料（英文）（英文）
- 在AllMovie上林德祿的頁面（英文）
- 林德祿在香港影庫上的簡介
- 林德祿在豆瓣上的资料（简体中文）
- 林德祿在时光网上的簡介（简体中文）
- 【L風暴．專訪】林德祿慨嘆港產片難回本︰票房有製作費3倍先平手，香港01，2018年8月23日 （页面存档备份，存于）